# Новое (Брестская область)
Новое (бел. Навое) — деревня в Берёзовском районе Брестской области Белоруссии. Входит в состав Стригинского сельсовета.

## География
Деревня находится в центральной части Брестской области, к востоку от реки Ясельды, на расстоянии приблизительно 6 километров (по прямой) к юго-востоку от города Берёза, административного центра района. Абсолютная высота — 145 метров над уровнем моря. Площадь населённого пункта — 1,1495 км².

## История
По состоянию на 1905 год, в Новом проживал 341 человек. В административном отношении деревня входила в состав Песковской волости Слонимского уезда Гродненской губернии.
Согласно Рижскому мирному договору (1921), деревня вошла в состав межвоенной Польши. Входила в состав гмины Пески Косовского повета Полесского воеводства Польши. В 1921 году числился 391 житель, проживавший в 79 домах. В этническом составе населения того периода белорусы составляли 100 %.

## Население
По данным переписи 2019 года, в деревне проживало 104 человека.
| Год  | Население, человек |
| ---- | ------------------ |
| 1905 | 341                |
| 1921 | ↗ 391              |
| 2009 | ↘ 153              |
| 2019 | ↘ 104              |